# Hřib meruňkový
Hřib meruňkový (Xerocomellus armeniacus (Quél.) Šutara) neboli suchohřib meruňkový (Xerocomus armeniacus (Quél.) Quél.) je houba z čeledi hřibovitých. Ačkoli je jedlá, kvalitou příliš nevyniká podobně jako většina hřibů ze skupiny babek.

## Synonyma
- Boletus armeniacus Quél. 1884[1][2]
- Suillus armeniacus (Quél.) O. Kuntze 1898[3]
- Versilipes armeniaca (Quél.) Quél. 1886[3]
- Xerocomellus armeniacus (Quél.) Šutara 2008[1][2]
- Xerocomus armeniacus (Quél.) Quél. 1888[1][2]
- Xerocomus versicolor var. armeniacus (Quél.) Skirg. 1960[4]

- hřib meruňkový[1]
- suchohřib meruňkový

## Vzhled

### Makroskopický

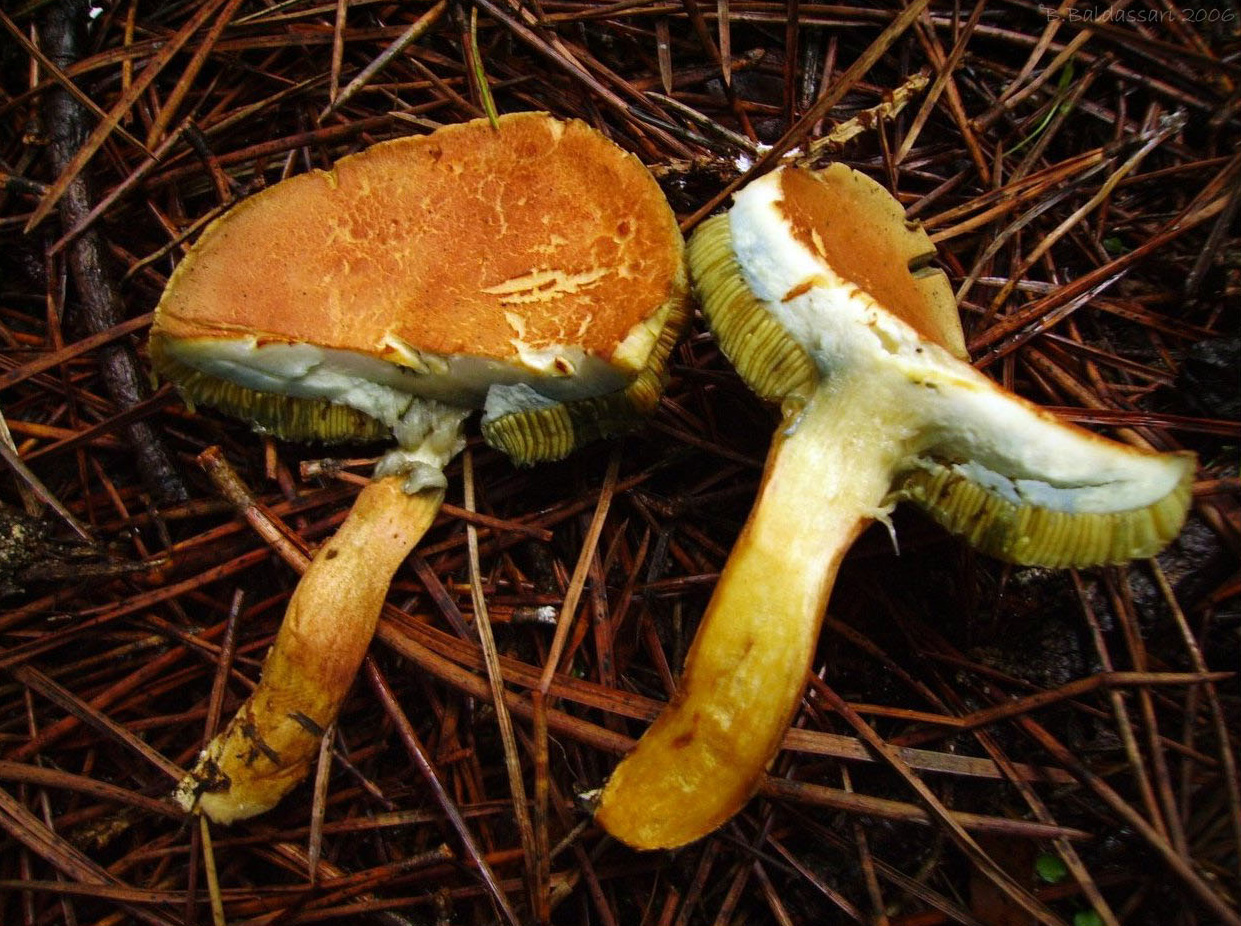
Dužina při rozkrojení či poškození lehce modrá

Klobouk o průměru 35 – 60 (80) milimetrů může být zbarvený v mnoha narůžovělý, naoranžovělých nebo načervenalých odstínech – místy může dosahovat až karmínové nebo purpurové. Povrch bývá v mládí sametový, později plstnatí a políčkovitě rozpraskává.
Rourky i póry mají bledě až výrazně žluté zabarvení, ve stáří přechází do žlutoolivova až olivova. Otlaky modrají nebo zelenají.
Třeň je obvykle bez síťky (viz variety) a krytý červenými až hnědočervenými zrníčky na žlutém až načervenalém podkladu.
Dužnina má světle-, místy až sytě žluté zbarvení, u báze třeně bývá naoranžovělá nebo narezavělá. Na řezu mírně modrá. Chuť mírná, vůně nenápadná.

### Mikroskopický
Povrch klobouk tvoří palisádoderm s hyfami širokými (6) 8 – 18 (21) μm. Výtrusy dosahují (10) 11 – 15 (17) × (4) 4,5 – 5,7 (6,3) μm, jsou hladké, elipsoidně vřetenovité.

## Formy

### Hřib meruňkový žlutavý
Xerocomellus armeniacus var. luteolus (Engel et. Antonín) Šutara. Tato xanthoidní forma se vyznačuje kloboukem i třeněm zbarveným v různých odstínech žluté. Později se může na temeni klobouku objevit naoranžovělý odstín. V rámci České republiky byla tato varieta pozorována zatím (2009) na jediné lokalitě na území jižní Moravy.

### Xerocomellus armeniacus var. venosipes
Oproti běžné formě se liší přítomností síťky na třeni.

## Výskyt
Roste v nížinách a pahorkatinách, v listnatých lesích, někdy na hrázích rybníků. Vázaný je většinou na duby, případně borovice. Preferuje písčité půdy. Rozšíření v rámci České republiky není zcela známé, protože tento druh bývá často zaměňován za jiné příbuzné hřiby rodu Xerocomellus. Objevuje se od června do konce září.

## Záměna
Bývá zaměňován se světleji zbarvenými plodnicemi červených hřibů rodu Xerocomellus, rozlišení se provádí mikroskopicky podle pokožky klobouku.
- hřib mokřadní (Xerocomellus ripariellus)
- hřib červený (Hortiboletus rubellus)
- hřib žlutomasý (Xerocomellus chrysenteron) – klobouk v odstínech hnědé až olivově hnědé bez meruňkového zabarvení
- hřib modračka (Cyaboboletus pulverulentus) – klobouk v odstínech hnědé či růžové, mnohem výrazněji modrá

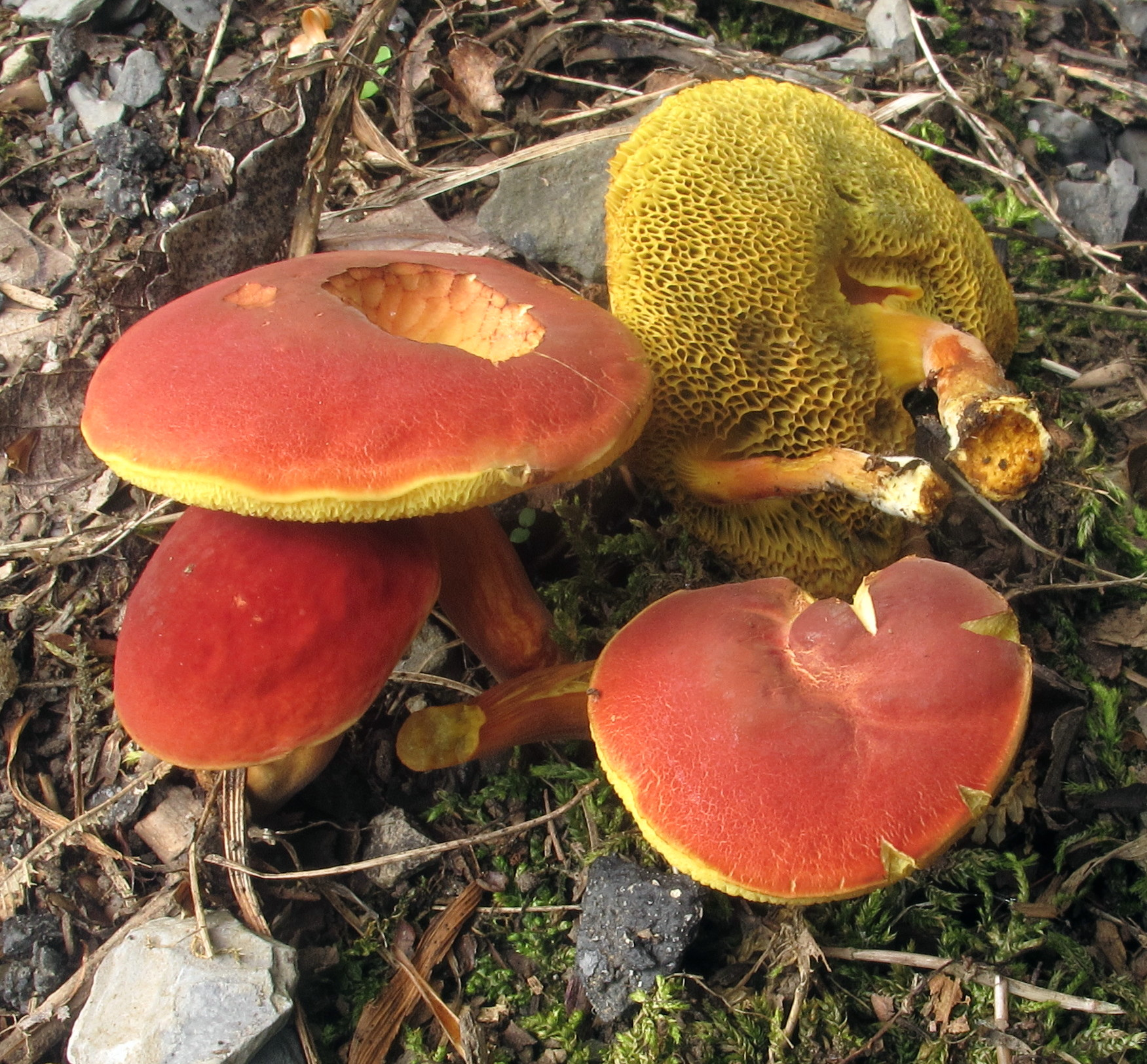
hřib červený
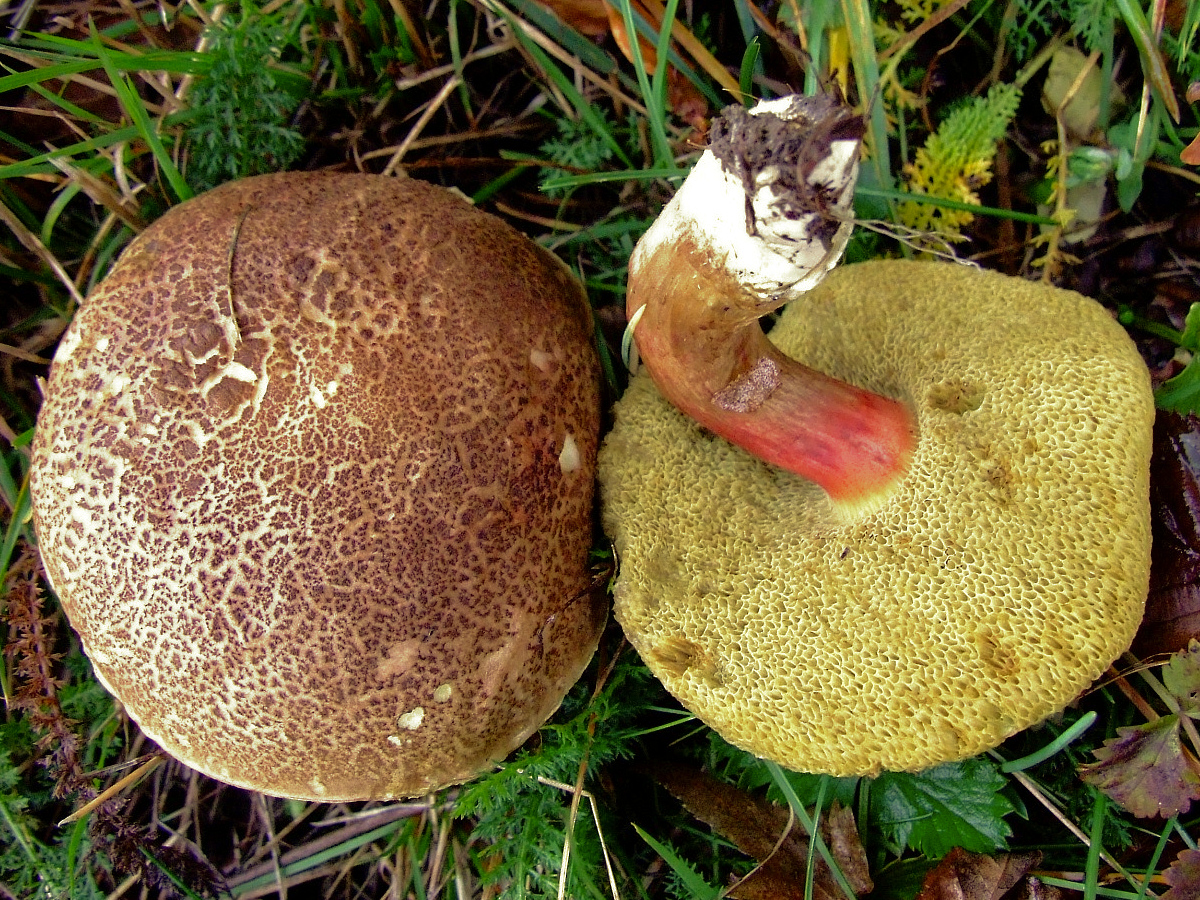
hřib žlutomasý
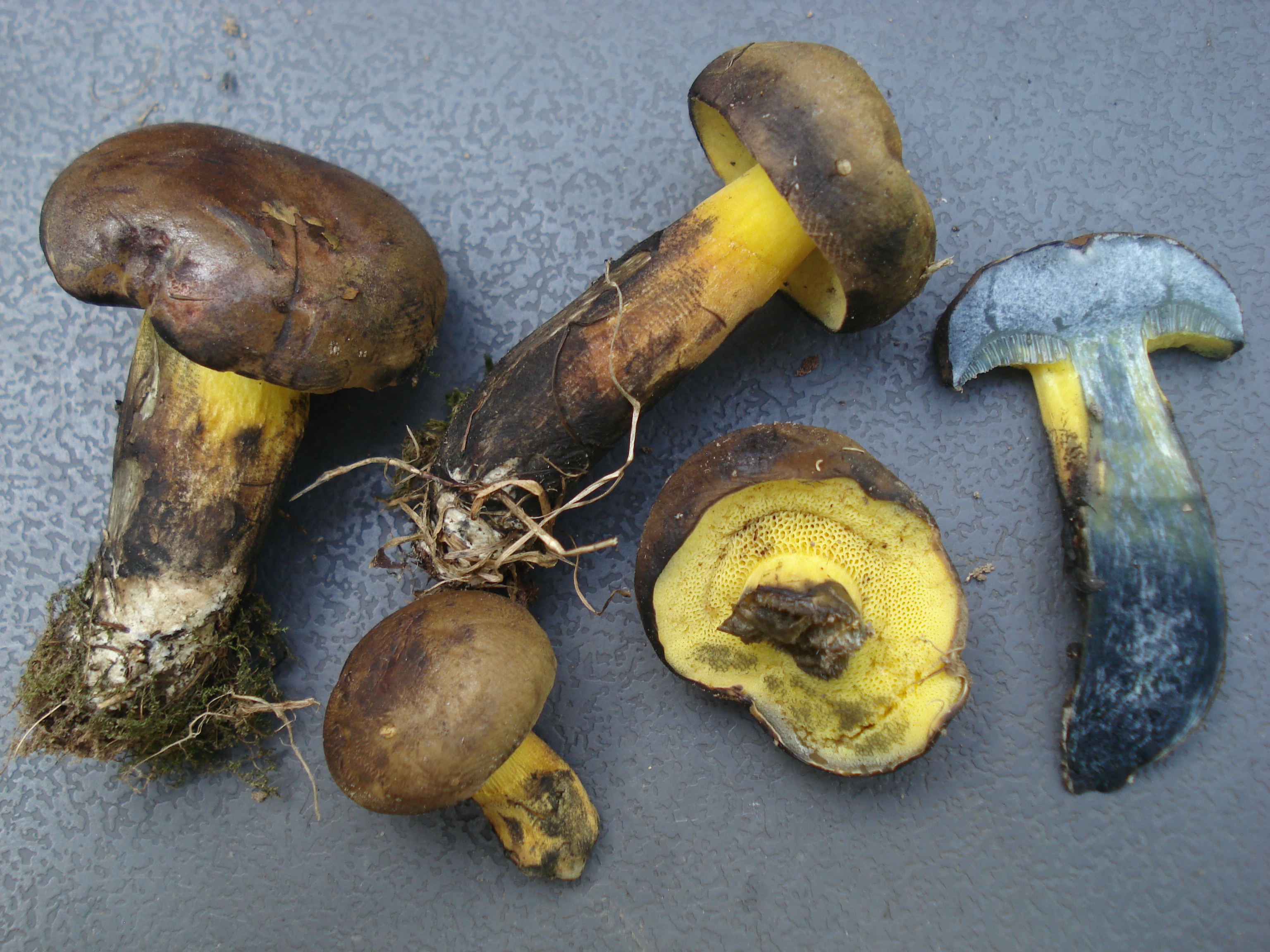
hřib modračka